# Kettelersche Kurie

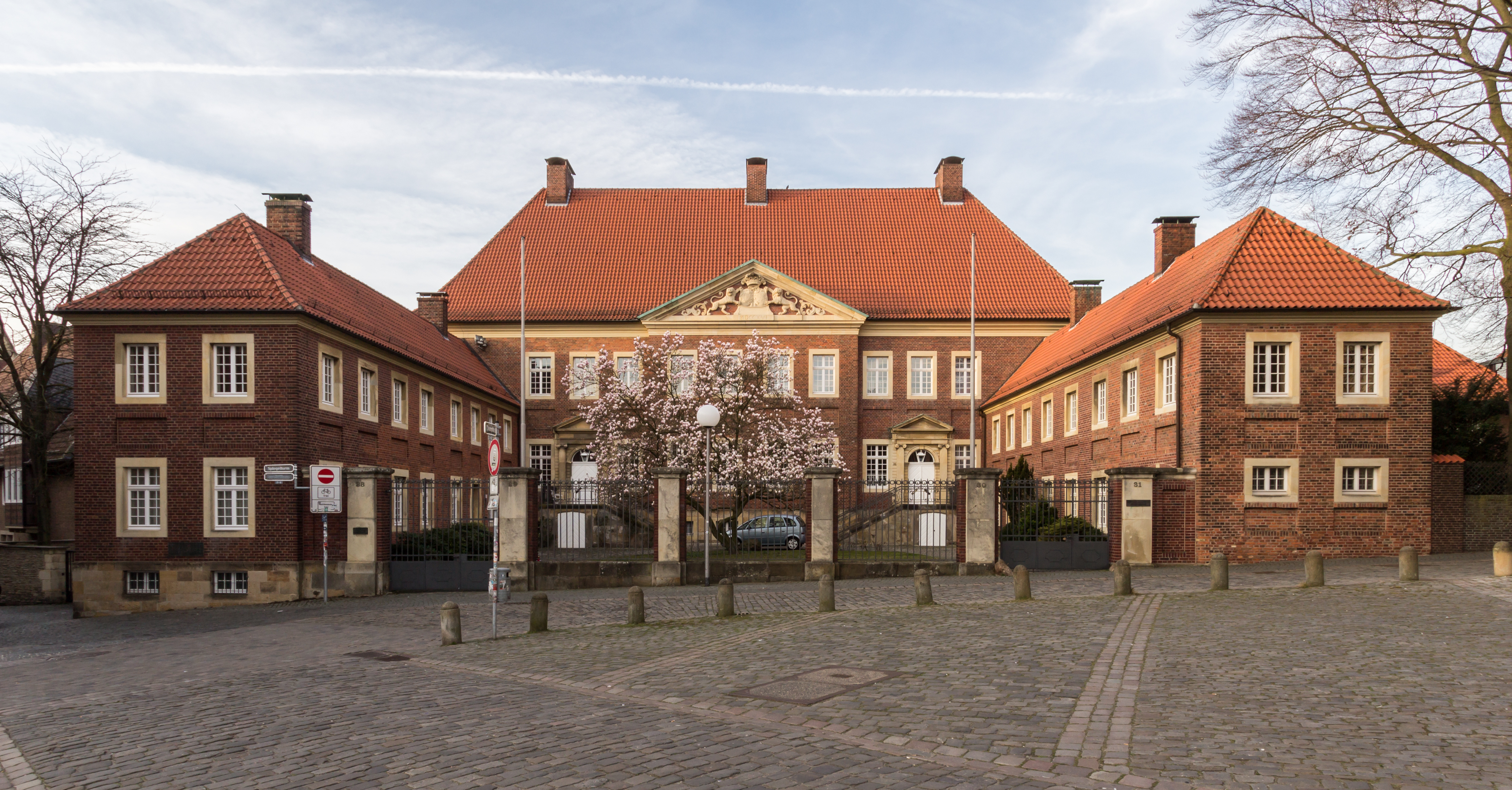
Die Kettlersche Kurie

Die Kettelersche Kurie am Domplatz in Münster wurde von 1712 bis 1716 von dem Baumeister Lambert Friedrich Corfey errichtet. Der Bauherr war Generalvikar Nikolaus Hermann von Ketteler zu Harkotten, er beschloss 1711, auf seinem Grundstück eine Kurie zu errichten. Das Gebäude gehört nach wie vor zum bischöflichen Generalvikariat und wird als Wohnhaus und Archiv genutzt. In der unmittelbaren Nachbarschaft zum Bischöflichen Palais bildet es ein großartiges Ensemble auf dem Domhof.

## Geschichte
Zuvor hatte auch Gottfried Laurenz Pictorius einen Plan vorgelegt, der nicht zur Ausführung gelangte, aber die Grundlage für die Planung von Lambert Friedrich Corfey wurde. Die zweigeschossige Dreiflügelanlage aus Ziegeln und Sandstein hat eine Traufenhöhe von 10,45 m. Hufeisenförmig umschließt sie einen Ehrenhof (Cour d’honneur), der von einem großen Gitter versperrt wird. Das Gebäude hat eine Zweiteilung: So führen zwei Freitreppen in den Mittelflügel, die aber die Achsensymmetrie nicht zerstören.
Im Giebel des Mittelrisalit befinden sich die Wappen der Familien Ketteler und von Schade.